# ジャマイカの国章
ジャマイカの国章（ジャマイカのこくしょう、英語: Coat of arms of Jamaica）は、1661年に国王の権限でジャマイカに与えられた。オリジナルのものは当時カンタベリー大主教だったウィリアム・サンクロフトによってデザインされた。
印章の標語は初めから論争の原因となっていた。オリジナルの標語はラテン語のINDVS VTERQVE SERVIET VNI（2人のインディアンが一人に仕える、もしくは2人のインド人が共に仕えるであろう）であり、インディアンのタイノ人とアラワク人が植民者に隷属していた境遇を正確に参照していた。標語は後に英語の"Out of Many, One People"と置き換わり、国内に住む異なる文化的背景を持つマイノリティが連合することへの賛辞だった。偶然の一致として、この標語はアメリカ合衆国のE Pluribus Unumと同義である。

## 国章の変遷
ジャマイカの国章は幾度か変わっているが、公式に記録されているのは1692年、1957年、1962年の3度のみである。

1875年 - 1906年。
1906年4月8日 - 1957年。
1957年4月8日 - 1962年7月13日。
1962年7月13日 - 1962年8月6日。